# Andreea Ehritt-Vanc
Andreea Ehritt-Vanc, geboren Andreea Vanc (Timișoara, 6 oktober 1973), is een voormalig professioneel tennisspeelster uit Roemenië. Zij begon met tennis toen zij acht jaar oud was. Haar favoriete ondergrond is gravel. Zij was actief in het proftennis van 1992 tot en met 2008. In januari 2007 huwde zij de in Nederland werkende tenniscoach Stephan Ehritt – sindsdien opereren beide echtelieden onder de achternaam Ehritt-Vanc; sinds 2009 leiden zij een tennisschool in Utrecht (overdekt) en Nieuwegein (buiten). Andreea is coach van onder meer Tamarine Tanasugarn.

## Loopbaan

### Enkelspel
Ehritt-Vanc heeft dertien ITF-toernooien gewonnen. Op het WTA-circuit slaagde zij er niet in, een finaleplaats te bereiken. In het enkelspel heeft Ehritt-Vanc niet aan grandslamtoernooien deelgenomen. Haar hoogste positie op de WTA-ranglijst is de 135e plaats, die zij bereikte in februari 2003.

### Dubbelspel
In het dubbelspel was Ehritt-Vanc succesvoller dan in het enkelspel. Behalve 24 ITF-titels won ze twee WTA-toernooien en stond ze nog vier keer in een WTA-finale. Haar beste prestatie op de grandslamtoernooien is het bereiken van de derde ronde. Haar hoogste positie op de WTA-ranglijst is de 40e plaats, die zij bereikte in mei 2006.

## Posities op deWTA-ranglijst
Positie per einde seizoen:
| ENKELSPEL |      |  |      |      |  |      |      |
| jaar      | rang |  | jaar | rang |  | jaar | rang |
| 2006      | 765  |  | 2000 | 380  |  | 1994 | 839  |
| 2005      | 644  |  | 1999 | 178  |  | 1993 | –    |
| 2004      | 482  |  | 1998 | 233  |  | 1992 | 354  |
| 2003      | 182  |  | 1997 | 278  |  | 1991 | 399  |
| 2002      | 144  |  | 1996 | 400  |  | 1990 | 517  |
| 2001      | 223  |  | 1995 | 360  |  |      |      |

| DUBBELSPEL |      |  |      |      |  |      |      |
| jaar       | rang |  | jaar | rang |  | jaar | rang |
| 2008       | 282  |  | 2001 | 115  |  | 1994 | 640  |
| 2007       | 79   |  | 2000 | 217  |  | 1993 | –    |
| 2006       | 50   |  | 1999 | 141  |  | 1992 | –    |
| 2005       | 45   |  | 1998 | 252  |  | 1991 | 401  |
| 2004       | 116  |  | 1997 | 221  |  | 1990 | 621  |
| 2003       | 117  |  | 1996 | 222  |  |      |      |
| 2002       | 114  |  | 1995 | 272  |  |      |      |

## Palmares
| Legenda                | Legenda                  |
| ---------------------- | ------------------------ |
| Grandslamtoernooi      |                          |
| Olympische Spelen      |                          |
| Year-End Championships |                          |
| tot 2009               | 2009 – 2020 / vanaf 2021 |
| Tier I                 | Premier Mandatory        |
| Tier II                | Premier Five / WTA 1000  |
| Tier III               | Premier / WTA 500        |
| Tier IV & V            | International / WTA 250  |
|                        | Challenger / WTA 125     |

### WTA-finaleplaatsen vrouwendubbelspel
| nr.              | finale     | toernooi         | ondergrond | partner                | tegenstandsters                               | score         |         |
| ---------------- | ---------- | ---------------- | ---------- | ---------------------- | --------------------------------------------- | ------------- | ------- |
| gewonnen finales |            |                  |            |                        |                                               |               |         |
| 1.               | 2005-05-21 | WTA Straatsburg  | gravel     | Rosa María Andrés      | Marta Domachowska Marlene Weingärtner         | 6-3, 6-1      | details |
| 2.               | 2007-05-06 | WTA Estoril      | gravel     | Anastasia Rodionova    | Lourdes Domínguez Lino Arantxa Parra Santonja | 6-3, 6-2      | details |
| verloren finales |            |                  |            |                        |                                               |               |         |
| 1.               | 1999-05-02 | WTA Bol          | gravel     | Meghann Shaughnessy    | Jelena Kostanić Michaela Paštiková            | 5-7, 7-6, 2-6 | details |
| 2.               | 2001-07-22 | WTA Knokke-Heist | gravel     | Ruxandra Dragomir-Ilie | Virginia Ruano Pascual Magüi Serna            | 4-6, 3-6      | details |
| 3.               | 2006-05-27 | WTA Straatsburg  | gravel     | Martina Müller         | Liezel Huber Martina Navrátilová              | 2-6, 6-7      | details |
| 4.               | 2007-05-20 | WTA Fez          | gravel     | Anastasia Rodionova    | Vania King Sania Mirza                        | 1-6, 2-6      | details |

## Resultaten grandslamtoernooien
| Legenda | Legenda                          |
| ------- | -------------------------------- |
| g.t.    | geen toernooi gehouden           |
| l.c.    | lagere categorie                 |
| –       | niet deelgenomen                 |
| G       | uitgeschakeld in de groepsfase   |
| 1R      | uitgeschakeld in de eerste ronde |
| 2R      | uitgeschakeld in de tweede ronde |
| 3R      | uitgeschakeld in de derde ronde  |
| 4R      | uitgeschakeld in de vierde ronde |
| KF      | uitgeschakeld in de kwartfinale  |
| HF      | uitgeschakeld in de halve finale |
| F       | de finale verloren               |
| W       | het toernooi gewonnen            |
| w-v     | winst/verlies-balans             |

### Vrouwendubbelspel
| toernooi        | 2002 | 2003 | 2004 | 2005 | 2006 | 2007 |
| --------------- | ---- | ---- | ---- | ---- | ---- | ---- |
| Australian Open | 1R   | 2R   | 1R   | 3R   | 2R   | 1R   |
| Roland Garros   | 1R   | 1R   | –    | 3R   | 2R   | 2R   |
| Wimbledon       | 1R   | 2R   | –    | 1R   | 2R   | 1R   |
| US Open         | –    | 1R   | 1R   | 2R   | 2R   | 1R   |

### Gemengd dubbelspel
| toernooi        | 2005 | 2006 | 2007 |
| --------------- | ---- | ---- | ---- |
| Australian Open | –    | –    | 1R   |
| Roland Garros   | –    | –    | –    |
| Wimbledon       | 1R   | 1R   | –    |
| US Open         | –    | 1R   | –    |